# САП-Арена
САП-Арена (нім. SAP Arena) — льодовий стадіон хокейного клубу «Адлер Мангайм». Вміщує 13 600 глядачів під час хокейних матчів, 15 000 під час концертів.
Стадіон також є домашньою ареною гандбольного клубу «Рейн-Неккар Льовен».

## Концертна діяльність
На арені проходило чимало концертів, зокрема, таких відомих виконавців, як Тіна Тернер, Depeche Mode, Мадонна, Sade, Deep Purple, Джастін Тімберлейк та інші.

## Спортивні змагання
Володимир Кличко захищав титул чемпіона світу у важкій вазі (2006, 2007, 2008).
У 2010 році на арені відбувались матчі чемпіонату світу з хокею.
2 жовтня 2010 року пройшов виставковий матч між господарями майданчику та клубом НХЛ «Сан-Хосе Шаркс».
У січні 2024 року на арені відбувались матчі чемпіонату світу з гандболу.
У травні 2027 року арена прийматиме матчі чемпіонату світу з хокею.

## Транспорт
Трамвайна лінія (номер 6) з’єднує САП-Арену із центром міста Мангайм, а нещодавно побудована дорога, з’єднує автомагістраль B38a з автобаном A 656.

## Галерея

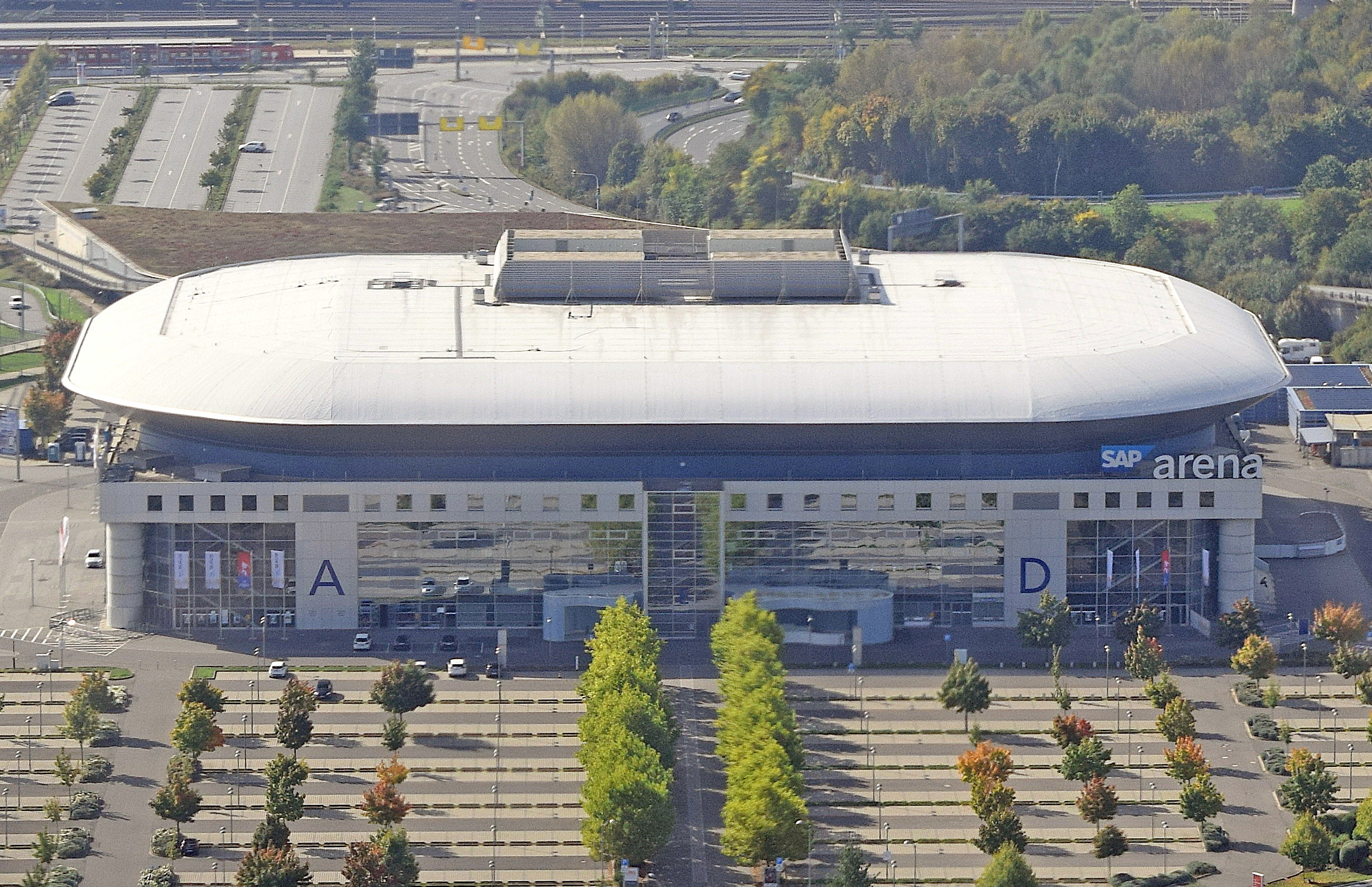
Загальний вигляд з повітря
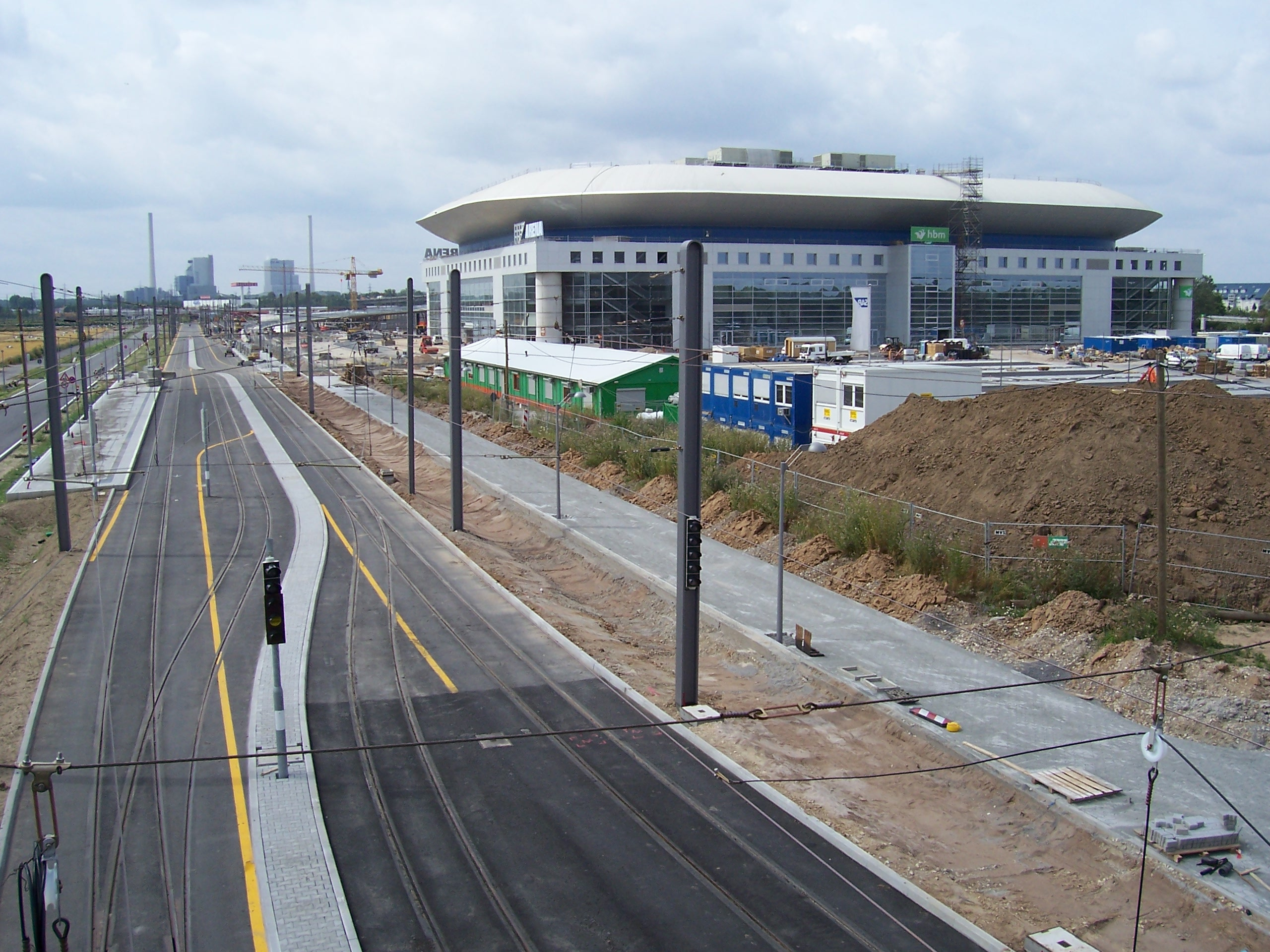
САП-Арена
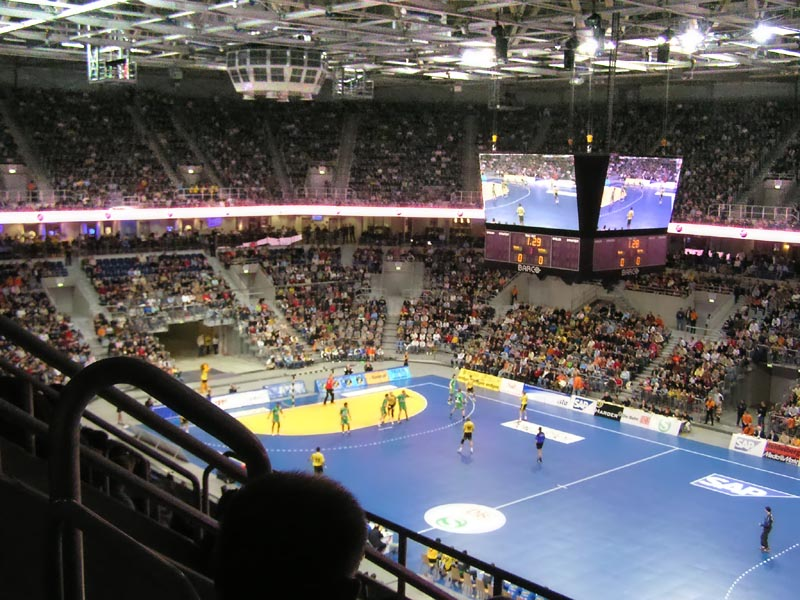
Вид зсередини
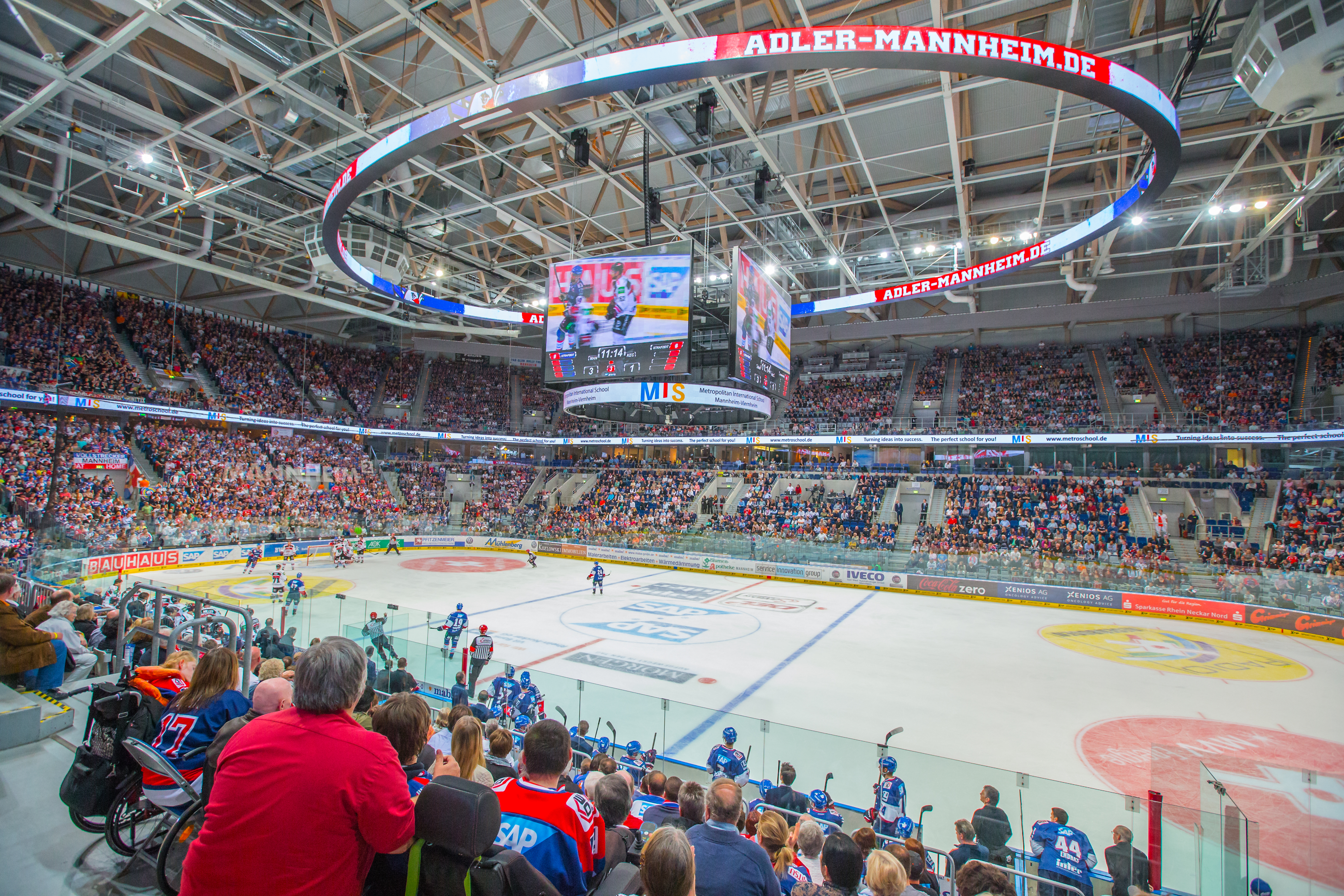
Хокей
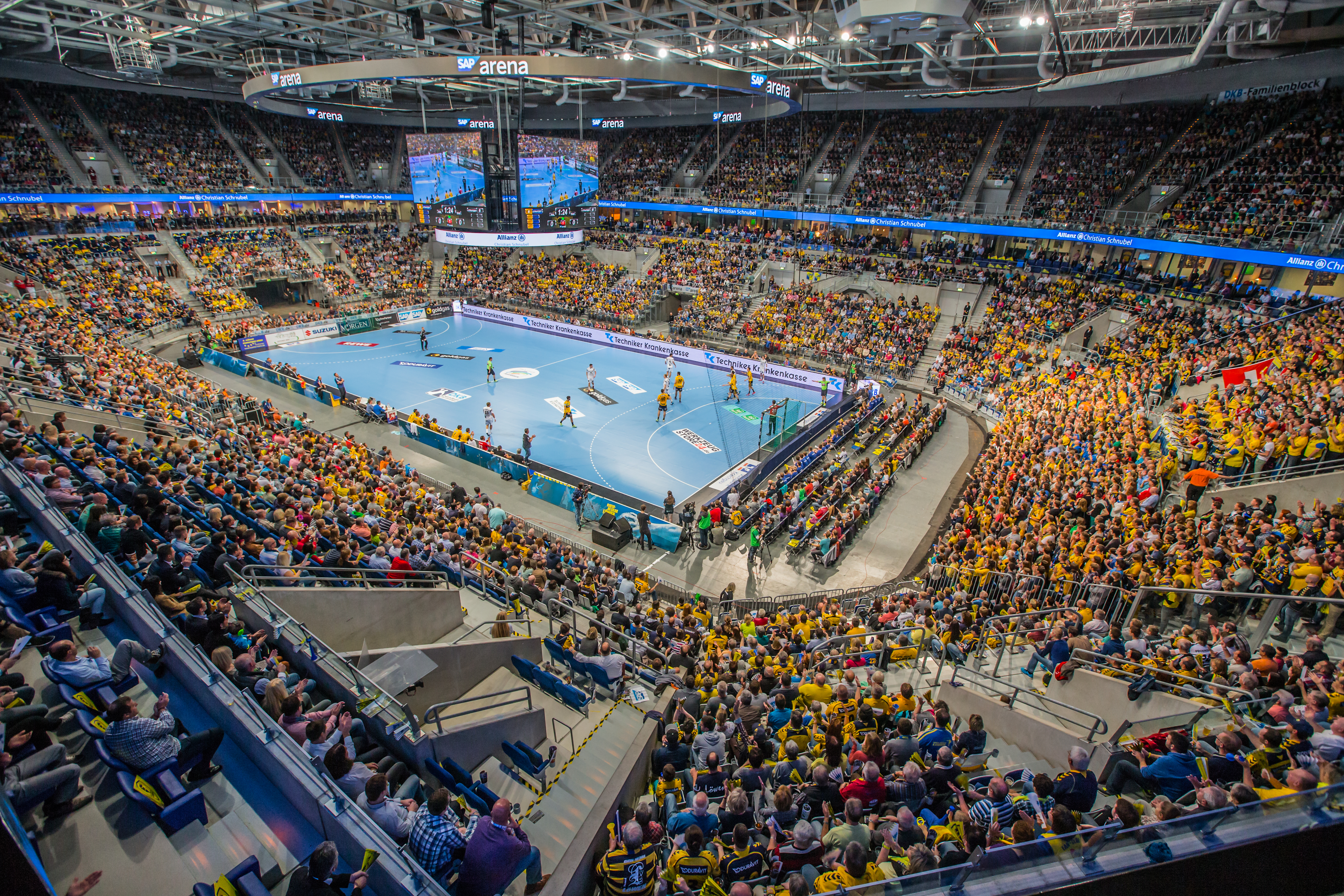
Гандбол